# Jewgenija Olegowna Kanajewa
Jewgenija Olegowna Kanajewa (russisch Евгения Олеговна Канаева; * 2. April 1990 in Omsk) ist eine ehemalige russische rhythmische Sportgymnastin und Olympiasiegerin. Sie war 2009 Sportlerin des Jahres in Russland.

## Biographie

### Kindheit
Kanajewa wuchs in der Stadt Omsk als Tochter einer ehemaligen Sportgymnastin und eines Ringkampf-Trainers auf. Ihr dort lebender Bruder ist Ringer. Sie selbst begann sich bereits als Kind für Sportgymnastik und Eiskunstlauf zu interessieren. Die Rhythmische Gymnastik betreibt sie seit ihrem sechsten Lebensjahr. Ihr Talent wurde schnell erkannt und mit 12 Jahren wechselte sie zum Training in das landesweite Leistungszentrum für Sportgymnastik in Moskau.

### Sportlicher Aufstieg
Bereits 2006 errang sie bei der 17. Auflage der Gymnastik International im baden-württembergischen Fellbach den Gesamtsieg mit fast siebeneinhalb Punkten Vorsprung und gewann ebenso alle vier einzelnen Einzeldisziplinen (Seil, Band, Keulen und Ball) in der Meisterklasse. In dieser Zeit befand sich Kanajewa jedoch noch im Schatten der damals führenden russischen Gymnastinnen Wera Sessina und Olga Kapranowa.

### Karrierehöhepunkt in der Gymnastik
Bei den Weltmeisterschaften 2007 holte sie eine Goldmedaille mit dem russischen Team und bei den Europameisterschaften 2007 gewann sie sowohl Gold mit dem Team als auch im Einzel mit dem Band. Ein Jahr darauf entschied sie während der nächsten Europameisterschaften den Einzelmehrkampf mit fast zwei Punkten Vorsprung für sich.
Einen Karrierehöhepunkt markieren die Olympischen Sommerspiele 2008 in Peking, bei denen sie an ihre vorherigen Erfolge anknüpfen konnte und den Einzelmehrkampf mit insgesamt 75,500 Punkten (Seil: 18,850, Reifen: 18,850, Keulen: 18,950 und Band: 18,850) vor Ina Schukawa und Hanna Bessonowa gewann.
Auch das Jahr 2009 begann für Kanajewa mit Siegen. So sicherte sie sich bei der Sommer-Universiade 2009 in Belgrad fünf Goldmedaillen und kürte sich somit zu einer der erfolgreichsten Athletinnen der Veranstaltung. Neben der Verteidigung des Mannschaftstitels und der Erringung aller Einzeltitel bei den Europameisterschaften in Baku gelangen ihr Siege beim Miss Valentine Cup im Februar in Estland und im Mai beim World Cup in Italien. Sie siegte in den vier Einzeldisziplinen bei den World Games 2009 in Kaohsiung und bei fünf von sieben Veranstaltungen des Grand Prix Circuit 2009, ebenso wie beim World Cup in Minsk im August. Bei den Weltmeisterschaften desselben Jahres im japanischen Mie gewann sie Gold in allen vier Einzeldisziplinen sowie dem Einzelmehrkampf. Außerdem gewann sie Gold mit dem russischen Team im Mannschaftsmehrkampf. Kanajewa war damit die erste rhythmische Sportgymnastin, der es gelang, bei Weltmeisterschaften in einem Jahr sechs Goldmedaillen zu gewinnen. 2011 wiederholte sie dieses Kunststück.
2009 wurde Kanajewa auch zur Sportlerin des Jahres in Russland gewählt. In den folgenden beiden Jahren dominierte sie die internationale Gymnastikwelt und errang fast durchgehend Goldmedaillen bei den Europa- und Weltmeisterschaften 2010 und 2011. In die Olympischen Sommerspiele 2012 startete sie als Favoritin um den Gesamtsieg im Einzel und gewann erneut Gold.

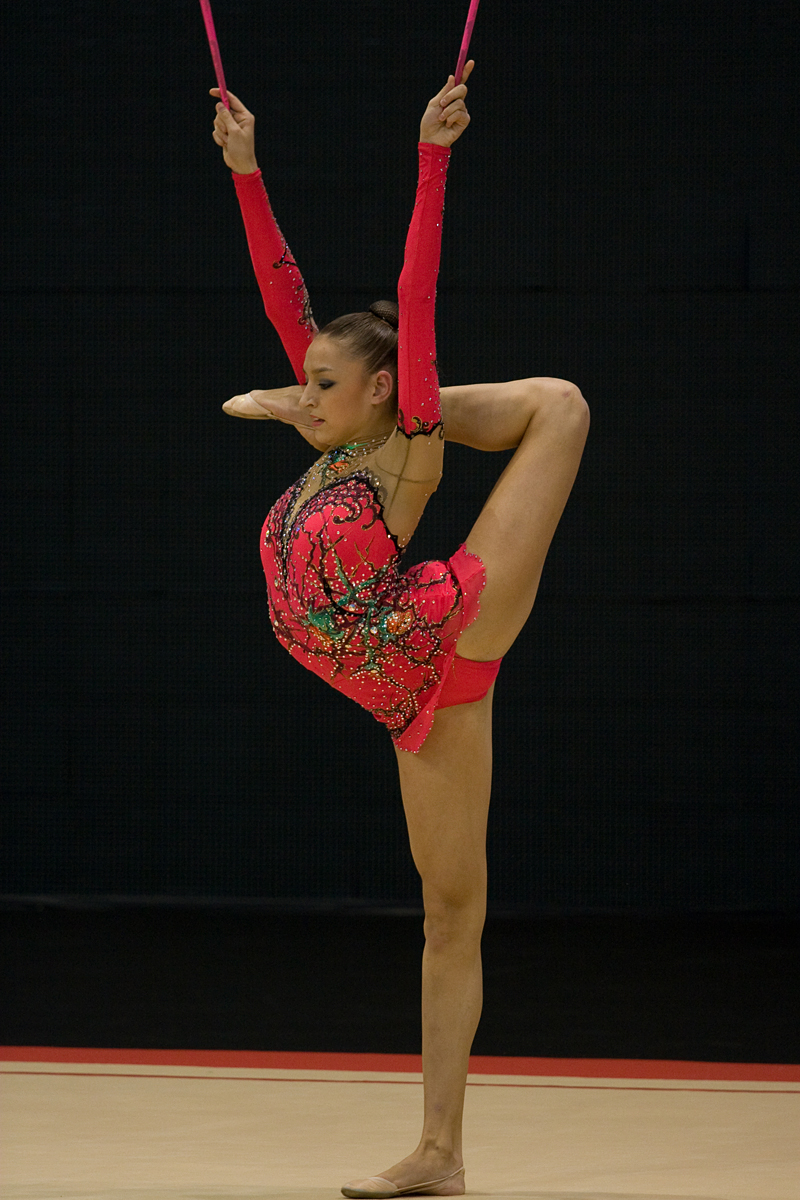
Weltcup-Finale 2008
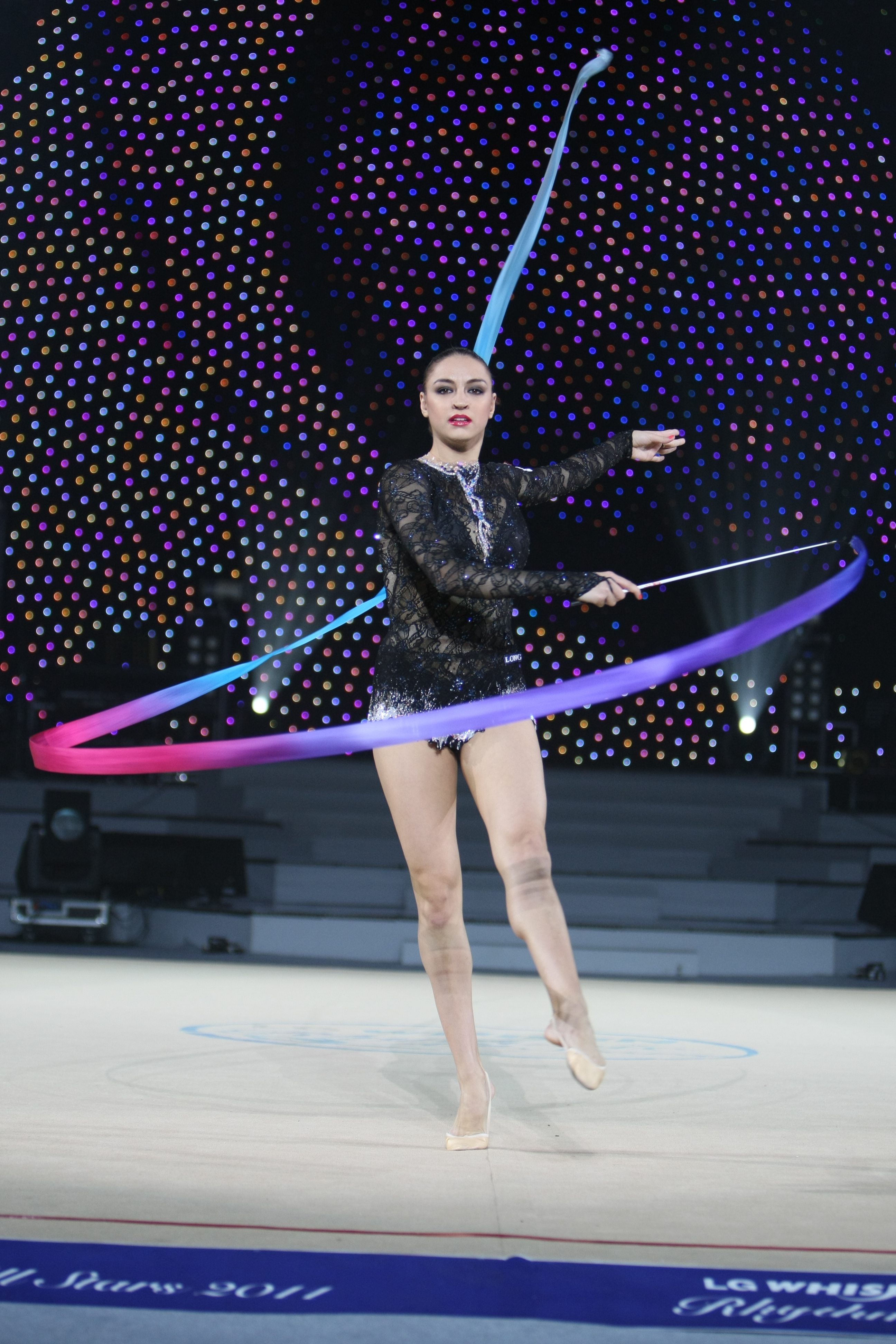
All Stars Seoul 2011

### Ende der sportlichen Karriere
Nachdem sie nach den Olympischen Spielen in London nicht wieder mit dem Training begonnen hatte, erklärte Jewgenija Kanajewa im Dezember 2012 das Ende ihrer sportlichen Karriere. Im selben Monat wurde sie zur Vizepräsidentin des russischen Gymnastik-Verbandes ernannt.